# Prunay-en-Yvelines
Prunay-en-Yvelines is een gemeente in het Franse departement Yvelines (regio Île-de-France) en telt 846 inwoners (1999). De plaats maakt deel uit van het arrondissement Rambouillet.

## Geografie
De oppervlakte van Prunay-en-Yvelines bedraagt 27,2 km², de bevolkingsdichtheid is 31,1 inwoners per km².
De onderstaande kaart toont de ligging van Prunay-en-Yvelines met de belangrijkste infrastructuur en aangrenzende gemeenten.

## Demografie
Onderstaande figuur toont het verloop van het inwonertal (bron: INSEE-tellingen).

1. ↑  Populations de référence 2022.